# Resolutie 2049 Veiligheidsraad Verenigde Naties
Resolutie 2049 van de Veiligheidsraad van de Verenigde Naties werd op 7 juni 2012 unaniem aangenomen door de VN-Veiligheidsraad.
De resolutie verlengde het panel van experts dat deel uitmaakte van het 1737-Comité en dat toezag op de sancties tegen Iran met een jaar.

## Achtergrond
Irans nucleaire programma werd reeds in de jaren 1950 en met Amerikaanse ondersteuning op touw gezet om kernenergie voort te brengen. Na de Iraanse Revolutie in 1979 lag het kernprogramma stil. Eind jaren 1980 werd het, deze keer zonder Westerse steun maar met medewerking van Rusland en China, hervat. Er rees echter internationale bezorgdheid dat het land ook de ambitie had om kernwapens te ontwikkelen.

## Inhoud
De Veiligheidsraad verlengde het mandaat van het panel van experts tot 9 juli 2013. Het panel werd gevraagd tegen november 2012 te rapporteren en tegen het einde van dit mandaat haar bevindingen en aanbevelingen te presenteren. Ten slotte werd het panel nog gevraagd binnen de dertig dagen een werkprogramma te bezorgen aan het comité.

## Verwante resoluties
- Resolutie 1929 Veiligheidsraad Verenigde Naties (2010)
- Resolutie 1984 Veiligheidsraad Verenigde Naties (2011)
- Resolutie 2105 Veiligheidsraad Verenigde Naties (2013)
- Resolutie 2159 Veiligheidsraad Verenigde Naties (2014)

Lijst ·  2033 ·  2034 ·  2035 ·  2036 ·  2037 ·  2038 ·  2039 ·  2040 ·  2041 ·  2042 ·  2043 ·  2044 ·  2045 ·  2046 ·  2047 ·  2048 ·  2049 ·  2050 ·  2051 ·  2052 ·  2053 ·  2054 ·  2055 ·  2056 ·  2057 ·  2058 ·  2059 ·  2060 ·  2061 ·  2062 ·  2063 ·  2064 ·  2065 ·  2066 ·  2067 ·  2068 ·  2069 ·  2070 ·  2071 ·  2072 ·  2073 ·  2074 ·  2075 ·  2076 ·  2077 ·  2078 ·  2079 ·  2080 ·  2081 ·  2082 ·  2083 ·  2084 ·  2085